# スポット (映画)
『スポット』（原題：See Spot Run）は、2001年公開のアメリカ映画、同作に登場する犬の名前。アメリカではMPAAによりPG（年齢制限はないが入場には保護者の検討が必要）指定がかかっている。

## ストーリー
郵便配達員のゴードンは大の犬嫌いで、配達地域にいる犬たち強敵と日々戦いを繰り広げている。ある日、近所に住むベビーシッターが食中毒でダウン、美女ということで気が負けてしまいゴードンは代わりにベビーシッターから少年のジェイムズを預かる。そしてその頃、地元のマフィアに追われていたFBI捜査犬のスポットはゴードンの郵便配達車に逃げ込んだ。ゴードンの生活はこうして一変した。

## キャスト
俳優の横のカッコ内はDVD日本語吹替キャスト。
スミス・ゴードン - デヴィッド・アークエット（松本保典）
犬嫌いの郵便配達員。配達地域にいる犬たち強敵と日々戦いを繰り広げていたがひょんなことから少年のジェイムズを預かり、さらに犬のスポットと出会ったことにより生活が一変した。
ジェイムズ - アンガス・T・ジョーンズ（大谷育江）
ゴードンが代わりに預かることになった少年。母はいわゆる教育ママで今まで規則正しい生活を強いられてきた。
マードッグ - マイケル・クラーク・ダンカン（銀河万丈）
FBI捜査官でスポットの飼い主。
ソニー・タリア - ポール・ソルヴィノ（島香裕）
ステファニー - レスリー・ビブ
ベンジャミン（ベニー） - アンソニー・アンダーソン
シャープ - サラ・ジェーン・レッドモンド
ブードルス - エンツォ
隣人 - コンスタンス・マリー
ジーノ - ジョー・ヴィテレリ（緒方愛香）
アーリス - スティーヴン・R・シリッパ（北川勝博）
ベニー - アンソニー・アンダーソン（桜井敏治）
リッキー - カヴァン・スミス
キム・ホーソーン

## DVD
ワーナー・ホーム・ビデオより2002年5月15日リリース。